# Calocheiridius intermedius
Calocheiridius intermedius är en spindeldjursart som beskrevs av Sivaraman 1980. Calocheiridius intermedius ingår i släktet Calocheiridius och familjen Olpiidae. Inga underarter finns listade.